# Kalhult
Kalhult är en ort i Osby kommun i Skåne län.
Kalhult har småskalig struktur med lövskog, åkrar och betesmarker. En väg med kulturhistoriskt värde går igenom Kalhult och förbinder orten med Kulhult, Björnbetan, Knappstorp och Hemlinge. Detta är den gamla vägen mellan Osby och Glimåkra.
Tidigare hade Kalhult en egen skola, byggd 1879. Hösten 1955 hade elevantalet sjunkit till åtta elever. Då lades skolan ned och eleverna fick skolskjuts till andra skolor i Osby kommun. Årskurs 1-2 till Ekeröd, 3 - 4 till Genastorp och 5 - 6 till Marklunda.

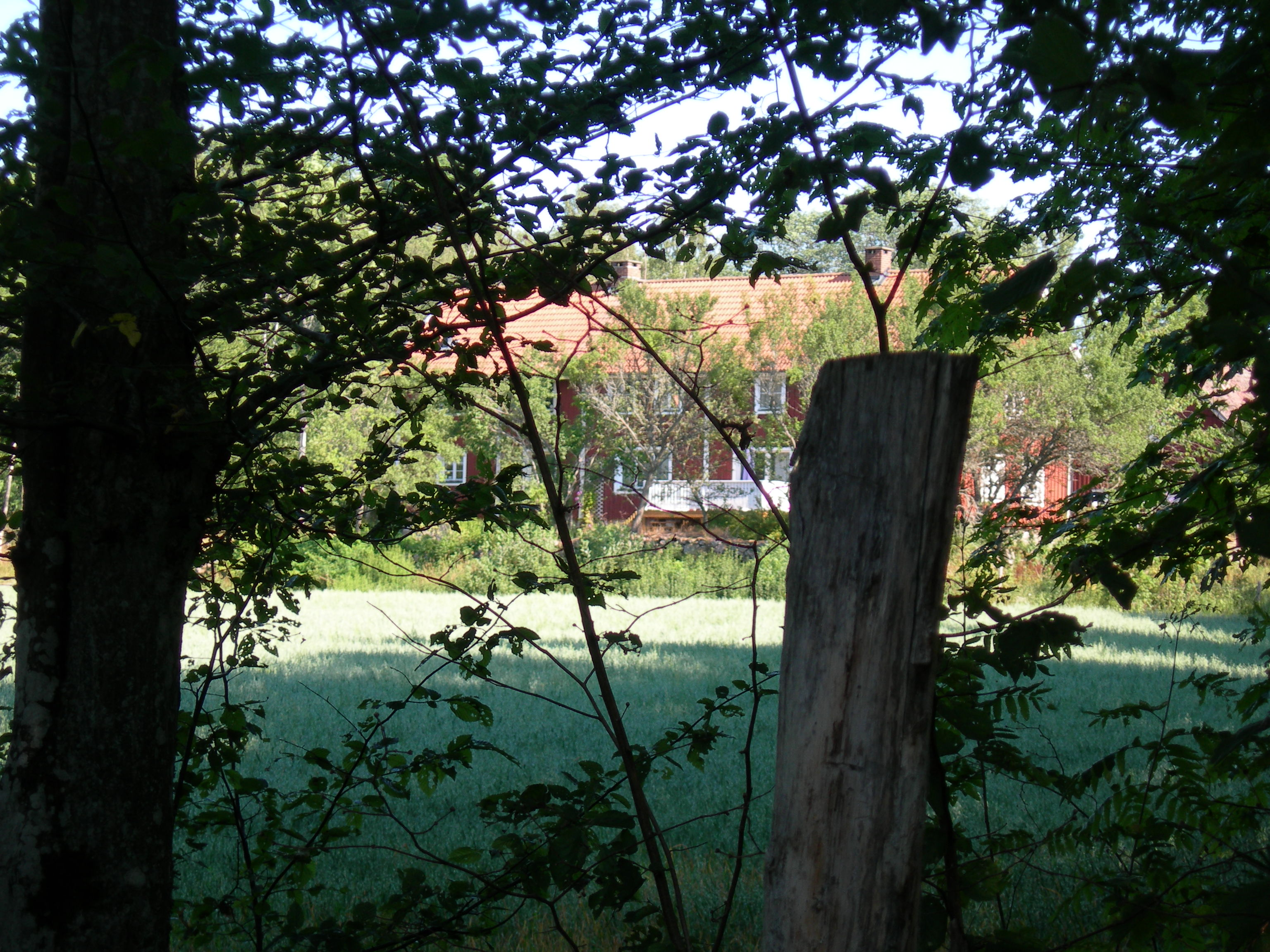
Hemman i Södra Kalhult